# A Bug and a Bag of Weed
A Bug and a Bag of Weed est un film canadien réalisé par David Gonella, sorti en 2006.

## Fiche technique
- Réalisation : J. David Gonella
- Scénario : Chris Cuthbertson
- Production : Chris Cuthbertson, Drew Hagen, Nico Lorenzutti et Michael P. Mason
- Photographie : David Bercovici-Artieda
- Montage : Michael P. Mason
- Direction artistique : Alan MacLeod
- Costumes : Denise Barrett
- Genre : Comédie

## Distribution
- Sebastian Spence : Frehley
- Chris Cuthbertson : Peter Jordan
- Drew Hagen : Stan Stanley
- Nico Lorenzutti : Willie Gopher
- Laura Kohoot : Amanda
- Christopher Shyer : Rommel
- Nigel Bennett : Henry Tyler
- John Dunsworth : Geoff
- Ryan Scott Greene : Marcel
- Amy Kerr : Mandy
- George Green
- Shawn Duggan
- Ian Tench
- Mary Colin Chisolm
- David Flemming
- Renee Abott
- Veronica Reynolds
- Chase Duffy
- Amelia Curran
- Bill Carr